# Charles Seignobos
Charles Seignobos (Lamastre, 10 de septiembre de 1854 - Ploubazlanec, 24 de abril de 1942) fue un historiador francés, especialista en la III República francesa y miembro de la Liga de los derechos del hombre.

## Biografía
Ejerció la docencia en la Universidad de París y escribió muchos trabajos sobre Francia y sobre la historia europea y civilización. Varias de sus publicaciones se usaron como manuales de historia en Francia. Entre los libros más destacables de Seignobos sobresale Histoire politique de l'Europe contemporaine (Historia política de la Europa contemporánea, 1897), usando una narración clara e imparcial, dando énfasis a la historia política en lugar de a los procesos sociales y económicos. Fue maestro de Marc Bloch.

## Obras
Importante para el pensamiento historiográfico fue el libro coescrito con Charles Victor Langlois, Introduction aux études historiques (Introducción a los estudios históricos), que se convirtió en la reafirmación de la historia política y positivista que propugnaban sus autores. Tanto Langlois como Seignobos son considerados como los positivistas franceses por excelencia. Justamente la Revue d'historie economique et sociale, que más tarde llegó a ser la escuela de los Annales, luchará en contra de esta historia lineal, política y de las «grandes figuras» y a favor de una historia total, interdisciplinar. Sin lugar a dudas, fue debido en parte a Langlois y Seignobos que los fundadores de Annales decidieron impulsar su renovador movimiento. 